# William Reed (homme politique)
Pour les articles homonymes, voir William Reed.
William Reed, né le 6 juin 1776 à Marblehead (Massachusetts), et décédé dans la même ville le 18 février 1837, était un homme politique américain.

## Biographie
Il reçoit une éducation relativement restreinte et commence une carrière de commerçant.
Il est élu représentant du second district du Massachusetts à la Chambre des représentants pour les 12e et 13e Congrès des États-Unis, soit du 4 mars 1811 au 3 mars 1815. Il sert également en qualité membre du comité de direction du Andover Theological Seminary. Il fut administrateur du Dartmouth College.
Après la fin de ses mandats, il reprend ses activités initiales et meurt dans sa ville natale le 18 février 1837. Il est enterré dans un tombeau privé sur Harris Street, dans la même ville.